# Cratere Balch
Balch  è un cratere sulla superficie di Venere. Deve il suo nome ad Emily Greene Balch, scrittrice, economista e pacifista statunitense.